# 張旭
張 旭（ちょう きょく、生没年不詳）は、中国唐代中期の書家。字は伯高。呉郡呉県（現在の江蘇省蘇州市）の出身。官は左率府（さそつふ、警備にあたる官庁）の長史（総務部長）になったことから張長史とも呼ばれた。
草書を極めるとともに、従来規範とされて来た王羲之と王献之、いわゆる「二王」の書風に真正面から異を唱え、書道界に改革の旋風を巻き起こすきっかけとなった。
詳しい経歴は不詳であるが、常熟県尉で官位を得たあと長安に上京、官吏として勤めながら顔真卿・杜甫・賀知章らと交わり書家として活動していた。
大酒豪として知られ、杜甫の詩「飲中八仙歌」の中でいわゆる「飲中八仙」の一人に挙げられているほどである。

## 型破りな急進書家
張旭はその書に対する態度に関しても、また生活態度に関しても、実に型破りな人物であった。
李肇の『唐国史補』によると、かつて公孫大娘という舞姫による剣器の舞を目にし、草書の筆法を悟るヒントを得たという。「張旭の草書　筆法を得て、後ち崔邈・顔真卿に伝ふ。旭の嘗て曰く、『始め吾　公主・担夫を見て路を争ひ、而して筆法の意を得る。後ち公孫氏の剣器を舞ふを見て、而して其の神を得る』と」。後年、杜甫は公孫大娘の弟子の李十二娘による舞を目にし、「観公孫大娘弟子舞剣器行」と題した詩に詠んでいる。その序によると、「昔者、呉人・張旭、草書の書帖を善くし、数々嘗て鄴県に於て公孫大娘の西河の剣器を舞ふを見、此れより草書長進す」といっている。
このことは、同時代の書家からすればどだい型破りな話であった。当時の書道界は六朝以来、王羲之・王献之親子の「二王」の書法を尊んでおり、書家はまず「二王」の書から学んで書を体得するのが普通だったからである。
また欧陽脩の『新唐書』の伝によると、「酒を嗜み、大酔する毎に、呼叫・狂走して、乃ち筆を下し、或いは頭を以て墨に濡らして書く。既に醒めて自ら視るに、以て神と為し、復た得る可らざるなりと。世　『張顛』と呼ぶ」と伝え、その書は「狂草」と呼ばれた。前述の「飲中八仙歌」によれば王や貴族の前ですらそうした行動をいとわなかったと詠まれている。李白はまた後年、若き草書の達人の懐素を詠んだ「草書歌行」の中で、「張顛は老死して数ふるに足らず、我が師は此の義　古へに師せず」と評している。ただし、「草書歌行」は、李白の詩ではなく、後世の偽作である。
これらの伝説には多分に誇張があるにしても、彼が権威を嫌い、ものともしない型破りな人物であったことは事実だったようである。このことが彼自身やその書作をそれまでの書道界の「常識」への叛逆と挑戦へと向かわしめたと思われる。
なお、彼の書は、あまりにも急進的すぎるため杜甫などごく親しい人以外には受け入れられなかったようだが、彼の登場により「二王」一辺倒の書道界に一石が投じられ、のちの顔真卿ら改革派の書家が台頭するに至ったと考えられる。
なお、顔真卿・李陽冰は彼の弟子と言われているが真偽のほどは定かではない。

## 作品
書家として猛烈な印象を受ける張旭であるが、その書作のうち本物と確定出来るものは現在ほとんど残されていない。
本物とほぼ確定、もしくはかなり確定出来るものとしては『自言帖』と『郎官石柱記』があるが、前者は二王の書法を踏まえた普通の草書であり、後者は楷書であって、先の伝説に見られるような猛然たる「狂草」ではない。
しかしこれらによって彼の叛逆が単なる叛逆ではなく、「二王」の書法を勉強し尽くした上での叛逆であったことがうかがい知れ、大変に興味深く意義深い書蹟であると言ってよい。

### 自言帖
『自言帖』（じげんじょう）は開元2年（714年）の書。張旭が自分の書風を立てるに至った由来を述べたもので「自ら言う」と書き出しているのでこの名がある。王羲之の書風を伝える草書で、時として一画がむやみに長いが正統派の書風である。

### 郎官石柱記
『郎官石柱記』（ろうかんせきちゅうき、『郎官石記』とも）は開元29年（741年）、張旭の書・陳九言の撰文による。郎官に任ぜられた者の名を六角の石柱に刻したのでこの名がある。原石は北宋時代に存在していたようであるが、その後なくなり、原石拓は宋代のものがただ一本伝わるのみである。一時、明の王世懋がそれを所蔵し、その模本が『戯鴻堂帖』に刻入された。張旭は狂草の祖といわれるが、この書は唯一の楷書として貴重な資料であり、かつ宋代以後の人々から高く評価されている。

## 参考資料
- 尾上八郎・神田喜一郎・田中親美監修『書道全集』第8巻（平凡社刊）
- 木村卜堂 『日本と中国の書史』（日本書作家協会、1971年）
- 飯島春敬ほか 『書道辞典』（東京堂出版、1975年4月）
- 比田井南谷 『中国書道史事典』普及版（天来書院、2008年8月）ISBN 978-4-88715-207-6
- 鈴木洋保・弓野隆之・菅野智明 『中国書人名鑑』（二玄社、2007年10月）ISBN 978-4-544-01078-7
- 西林昭一・鶴田一雄 「隋・唐」（『ヴィジュアル書芸術全集』第6巻 雄山閣、1993年8月）ISBN 4-639-01036-2